# Kosmisk rejse
Kosmisk rejse (russisk: Космический рейс) er en sovjetisk film fra 1936 af Vasilij Sjuravljov.

## Medvirkende
- Sergej Komarov som Pavel Ivanovitj Sedykh
- Ksenija Moskalenko som Marina
- Vassilij Gaponenko som Andrjusja Orlov
- Nikolaj Feoktistov som Viktor Orlov
- Vasilij Kovrigin som Karin